# خطوط أس أف الجوية
خطوط أس أف الجوية (بالصينية: 航空公司)؛ بينيين: Shùnfēng Hángkōng gōngsī) هي شركة شحن بضائع صينية مملوكة لشركة خطوط أس أف أكسبرس المحدودة. ويقع مقر الشركة في مستودع الشحن رقم 1 التابع للمركز الدولي للشحن في مطار شينزين باوان الدولي في منطقة باوآن، وشنتشن بمقاطعة قوانغدونغ، الصين.

## أسطول
اعتبارًا من ديسمبر 2022، يتكون أسطول خطوط أس أف الجوية من الطائرات التالية:
| الطائرة                | في الخدمة | مطلوبة | ملاحظات                           |
| ---------------------- | --------- | ------ | --------------------------------- |
| بوينغ 737 كلاسيك-300   | 14        | —      |                                   |
| بوينغ 737 كلاسيك-400   | 3         | —      |                                   |
| بوينغ 747-400 إي أر إف | 2         | —      | مستأجرة من جايد للشحن الدولي      |
| بوينغ 747-400 إف       | 1         | 1      | مستأجرة من خطوط جنوب الصين الجوية |
| بوينغ 757              | 40        | 3      |                                   |
| بوينغ 767              | 17        | 5      |                                   |
| المجموع                | 77        | 9      |                                   |